# Badenhard
Badenhard là một xã thuộc huyện Rhein-Hunsrück bang Rheinland-Pfalz, phía tây nước Đức. Xã Badenhard có diện tích 3 km², dân số thời điểm ngày 31 tháng 12 năm 2006 là 148 người.